# Superfattoriale
In matematica, esistono più definizioni di superfattoriale.

## Definizione di Neil Sloane e Simon Plouffe
Secondo la definizione di Neil Sloane e Simon Plouffe data in The Encyclopedia of Integer Sequences (Academic Press, 1995), si definisce superfattoriale di un numero naturale {\displaystyle n} il prodotto dei numeri fattoriali dei numeri interi minori o uguali a tale numero:
{\displaystyle \mathrm {sf} (n)\equiv \prod _{k=1}^{n}{k!}=1\cdot {2!}\cdot {3!}\cdots {(n-1)!}\cdot {n!}.}
I superfattoriali così definiti rappresentano la successione A000178 dell'OEIS.
Equivalentemente, il superfattoriale è dato dalla formula
{\displaystyle \mathrm {sf} (n)=\prod _{0\leq i<j\leq n}(j-i),}
che è il determinante della matrice di Vandermonde.
Questa sequenza di superfattoriali comincia (da {\displaystyle n=0}) così:
1, 1, 2, 12, 288, 34560, 24883200, 125411328000, ...
La generalizzazione del superfattoriale secondo la definizione di Neil Sloane e Simon Plouffe, per i numeri complessi, è rappresentata dalla funzione G di Barnes, poiché si ha
{\displaystyle \mathrm {sf} (n)=G(n+2){\text{ per ogni numero intero }}n}.

## Definizione di Clifford A. Pickover
Un'altra definizione di superfattoriale, basata sull'operazione di tetrazione, è quella data nel 1995 da Clifford A. Pickover nel suo libro Keys to Infinity:
{\displaystyle n\$\equiv {\begin{matrix}\underbrace {n!^{{n!}^{{\cdot }^{{\cdot }^{{\cdot }^{n!}}}}}} \\n!{\text{ volte}}\end{matrix}},}
ossia
{\displaystyle n\$=n![4]n!,}
dove la notazione {\displaystyle [4]} indica l'operatore di tetrazione, oppure usando la notazione a frecce di Knuth,
{\displaystyle n\$=(n!)\uparrow \uparrow (n!).}
Questa sequenza di superfattoriali comincia così:
{\displaystyle 1\$=1;}
{\displaystyle 2\$=2^{2}=4;}
{\displaystyle 3\$=6[4]6=6^{6^{6^{6^{6^{6}}}}};}
dove si deve intendere:
{\displaystyle a^{b^{c}}=a^{(b^{c})}.}